# أ. جي. ماثيوز
أ. جي. ماثيوز هو سياسي أمريكي، ولد في 31 يوليو 1872 في Macfarlan, West Virginia ‏ في الولايات المتحدة، وتوفي في 5 ديسمبر 1958 في Wood, West Virginia ‏ في الولايات المتحدة. انتخب عضو مجلس ولاية فيرجينيا الغربية ‏.